# José Santiago Hernández
José Santiago Hernández García (Guadalajara, 1º maggio 1997) è un calciatore messicano, portiere dell'Atlas.

## Carriera

### Club
Ha giocato nella prima divisione messicana.

### Nazionale
Nel 2017 con la nazionale Under-20 messicana ha preso parte al campionato nordamericano Under-20.